# NGC 1577
NGC 1577 este o galaxie situată în constelația Eridanul. A fost descoperită în  de către Lewis A. Swift. Se află la o distanță de 95,06 de megaparseci de Pământ.